# Сардановская, Анна Алексеевна
Анна Алексеевна Сардановская (в замужестве Олоновская) (1896, село Мощёны Рязанской губернии — 7 апреля 1921, село Дединово Рязанской губернии, ныне — Луховицкий район Московской области) — первая возлюбленная русского поэта Сергея Есенина (1895—1925). Впервые о взаимоотношениях Есенина и Сардановской, о её роли в творчестве поэта, подробно говорилось в книге 1963 года «Юность Есенина» Юрия Прокушева.
По профессии школьная учительница.

## Семья
Из семьи потомственных учителей.
Её родители — Вера Сардановская и Алексей Сардановский всю жизнь учительствовали в сёлах Рязанщины.
Анна — внучатая племянница священника из села Константинова Ивана (Ивана Яковлевича Смирнова).
В семье было четверо детей. Старшая — Серафима (1891—1968), брат Николай (1893—1961), Анна (1896—1921). Их брат умер двенадцатилетним.
Вскоре после рождения Анны умирает её отец. Мать с детьми переезжает в село Дединово Рязанской губернии, где до конца жизни проработала учительницей.
В 1906 году Анна Сардановская вместе со школьной подругой Марией Бальзамовой поступает в Рязанское женское епархиальное училище, окончила его в 1912 году. Вскоре после этого Анна Сардановская начинает свою работу в школе.
В 1919 году скончалась её мать.
4 февраля 1920 года («Выпись из книги записей браков за 1920 г.») вышла замуж за Владимира Алексеевича Олоновского, учителя школы села Дединово.
Скончалась 7 (по другим данным 8) апреля 1921 г. при родах в возрасте 25 лет, дав жизнь двум малышам.
Один скончался вместе с матерью, второй остался жив, воспитывался отцом.
Анна, как и её мать — Вера Васильевна, похоронена на сельском кладбище в Дединове.
Сын Борис в начале Отечественной войны ушёл на фронт, погиб 4 августа 1942 года под Ржевом.
Вдовец прожил долгую жизнь (умер в 1963-м) со своей второй супругой — Александрой Петровной Олоновской.

## Отношения с Есениным
Есенин и Сардановская познакомились в селе Константиново в доме священника И. Я. Смирнова. Встречались в 1906—1912 годах, обычно — летом, на каникулах. Отношения разладились в 1912 году, в 1912—1913 были попытки сближения, шла переписка вплоть до 1917 года.

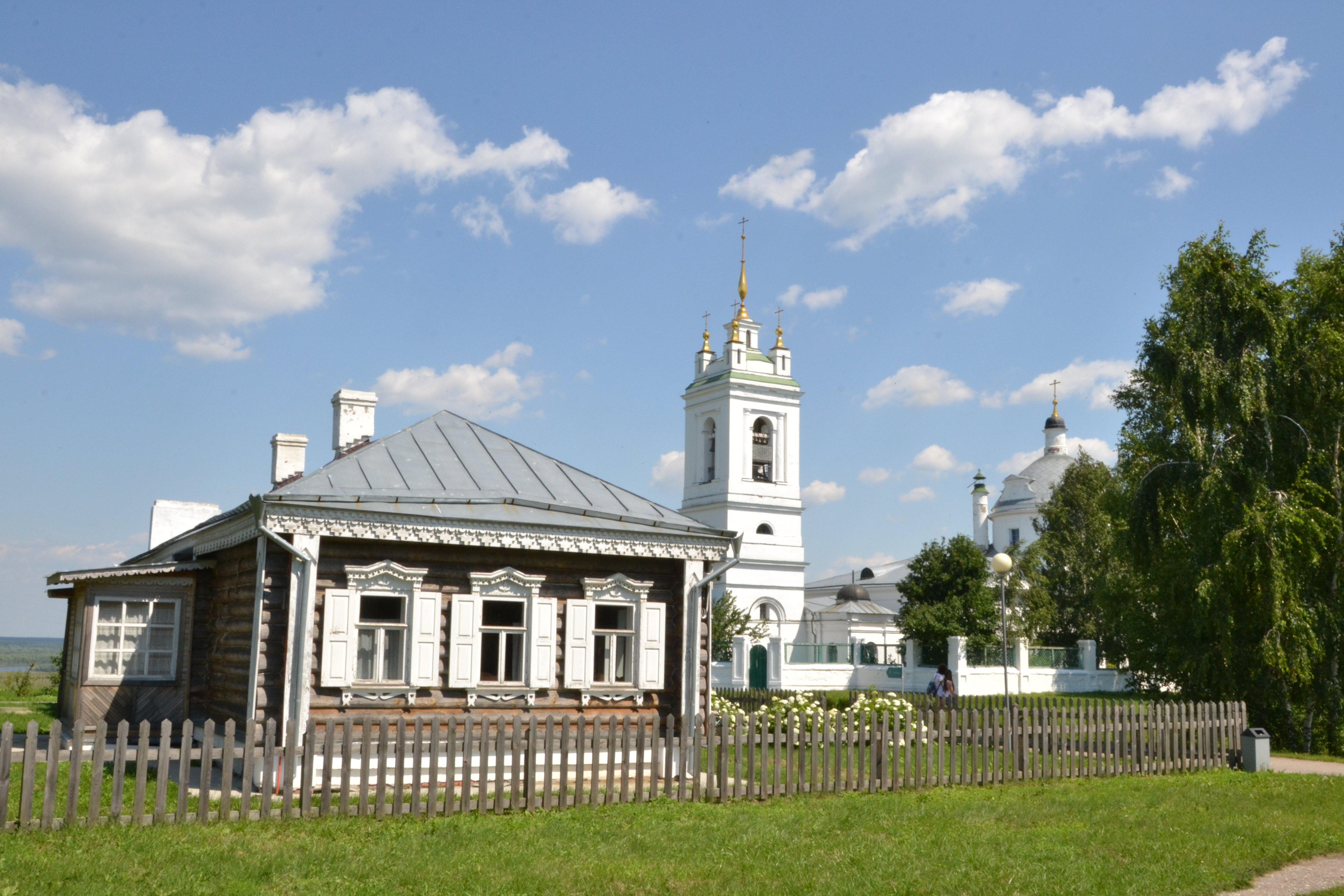
Дом священника Иоанна Яковлевича Смирнова — настоятеля церкви Казанской иконы Божией Матери

Анюта приезжала с мамой, сестрой и братом к родственнику — священнику И. Я. Смирнову. Дом Поповых (так называли в селе дом священника) находился недалеко от Есениных. Юный Сергей часто бывал здесь и познакомился с родичами отца Иоанна. Особенно сдружился с Николаем и Анной Сардановскими и с Марией Бальзамовой.
Этот дом восстановили в 2010 году и 3 октября он официально стал частью музея-заповедника Есенина. Фотографии этих молодых людей есть в экспозиции.
Батюшка сыграл значительную роль в судьбе Сергея Есенина; у юноши было деревенское прозвище Монах. Священнослужитель венчал родителей поэта, крестил самого Есенина, и дал имя в честь преподобного Сергия Радонежского, преподавал Закон Божий в земской школе. Именно отец Иоанн дал поэту рекомендательное письмо в Спас-Клепиковскую второклассную учительскую школу.
«Сергей был в близких отношениях с этой семьёй, и часто, бывало, в саду у Поповых можно было видеть его с Анютой Сардановской…» — из воспоминаний Екатерины Александровны Есениной (Восп., 1, 38).
«Когда Сергей, одевшись в свой хороший, хоть и единственный костюм, отправлялся к Поповым, мать, не отрывая глаз, смотрела в окно до тех пор, пока Сергей не скрывался в дверях дома… (Есенина Е. А. В Константинове // Альманах «Литературная Рязань», 1957. Кн. 2. С. 312).
Константиновские старожилы вспоминают, как «однажды летним вечером Анна и Сергей, раскрасневшиеся, держа друг друга за руку, прибежали в дом священника и попросили бывшую там монашенку разнять их, говоря: «Мы любим друг друга и в будущем даём слово жениться. Разними нас. Пусть, кто первый изменит и женится или выйдет замуж, того второй будет бить хворостом». Первой нарушила «договор» Анна. Приехав из Москвы и узнав об этом, Есенин написал письмо, попросив всё ту же монашенку передать его Анне, которая после замужества жила в соседнем селе. Та, отдав письмо, спросила: «Что Серёжа пишет?» Анна с грустью в голосе сказала: «Он, матушка, просит тебя взять пук хвороста и бить меня, сколько у тебя сил хватит» (Атюнин И. Г. Рязанский мужик — поэт-лирик Сергей Есенин. Рукопись отдела ИМЛИ).
В 1912 году произошёл разрыв отношений. О причинах Есенин рассказывает Бальзамовой в письме к 14 октября 1912 года.
«Тяжело было, обидно переносить всё, что сыпалось по моему адресу. Надо мной смеялись, потом и над тобой. Сима открыто кричала: „Приведите сюда Серёжу и Маню, где они?“ Это она мстила мне за свою сестру. Она говорила раньше всем, что это моя „пассе“, а потом вдруг  всё открылось. Да потом сама она, Анна то, меня тоже удивила своим изменившимся, а может быть — и не бывшим порывом. За что мне было её любить? Разве за все её острые насмешки, которыми она меня осыпала раньше? Пусть она делала это и бессознательно, но я всё-таки помнил это, но хотя и не открывал наружу. Я написал ей стихотворение, а потом (может, ты знаешь от неё) разорвал его. Я не хотел иметь просто с ней ничего общего».
Есть известие, что в 1912—1913 гг. Сергей Есенин четыре раза приезжал в Солотчу (сейчас в черте города Рязань), к Серафиме Сардановской, работавшей с 1907 года учительницей в местной школе. По её воспоминаниям, Сергей ночевал в школе; «днём мы четверо — Есенин, Анюта, Маша и я гуляли по Солотче, посещали Солотчинский монастырь, ходили в лес, спускались к старице» (Коновалов Д. Земляки вспоминают Есенина//… И тебе я в песне отзовусь… Московский рабочий, 1986. — С. 177). Известна фотография Анны, сделанная в 1912 году в Рязани.
Летом 1913 года молодые люди встретились в Константинове. Есенин отдыхал от работы в Сытинской типографии, Сардановская — от учительства. Экономка Смирновых Марфуша говорила: «Ох кума! У нашей Анюты с Сережей роман. Уж она такая проказница, скрывать ничего не любит. „Пойду, — говорит, — замуж за Серёжку“, и всё это у неё так хорошо выходит»(Есенина Е. А. В Константинове // Альманах «Литературная Рязань», 1957. Кн. 2. С. 312).
В письме М. Бальзамовой в феврале 1914 года Есенин писал: «С Анютой я больше незнаком. Я послал ей едкое и ругательное письмо, в котором поставил крест всему».
Во второй половине июня 1916 года Есенин в краткосрочном отпуске с воинской службы съездил к себе на родину и свиделся с Анной.
В начале июля 1916 года Есенин писал Анне Сардановской:
«Я ещё не оторвался от всего того, что было, потому не переломил в себе окончательной ясности. Рожь, тропа такая чёрная и шкаф твой, как чадра Тамары.
В тебе, пожалуй, дурной осадок остался от меня, но я, кажется, хорошо смыл с себя дурь городскую. Хорошо быть плохим, когда есть кому жалеть и любить тебя, что ты плохой. Я об этом очень тоскую. Это, кажется, для всех, но не для меня. Прости, если груб был с тобой, это напускное, ведь главное-то стержень, о котором ты хоть маленькое, но имеешь представление. Сижу бездельничаю, а вербы под окном ещё как бы дышат знакомым дурманом. Вечером буду пить пиво и вспоминать тебя.
Сергей.
Царское село. Канцелярия по постройке Фёдоровского собора
P.S. Если вздумаешь перекинуться в пространство, то напиши. Капитолине Ивановне и Клавдию с Марфушей поклонись».
Сардановская пишет ответ Есенину в Царское Село (14 июля 1916 года), где он продолжал службу в армии: «Совсем не ожидала от себя такой прыти — писать тебе, Сергей, да ещё так рано, ведь и писать-то нечего, явилось большое желание. Спасибо тебе, пока ещё не забыл Анны, она тебя тоже не забывает. Мне несколько непонятно, почему ты вспоминаешь меня за пивом, не знаю, какая связь. Может быть, без пива ты и не вспомнил бы? Какая восхитительная установилась после тебя погода, а ночи — волшебство! Очень многое хочется сказать о чувстве, настроении, смотря на чудесную природу, но, к сожалению, не имею хотя бы немного слов, чтобы высказаться. Ты пишешь, что бездельничаешь. Зачем же так мало побыл в Кон<стантинове>. На празднике 8-го было здесь много народа, я и вообще все достаточно напрыгались.»(журнал «Русская литература» , 1970, № 2, С. 151).
Последнее известное сообщение от Есенина Анне было отправлено 20 октября 1916 года (по старому стилю), о чём стало известно широкой аудитории только в марте 2021 года.
В 1920 году Сергей вновь оказался в Константиново и навестил замужнюю Анну в деревне Дединово. Есенин подарил автограф стихотворения и сборник стихов, подписав поначалу «А. А. Алоновской», затем исправивший на Олоновскую. Перед отъездом из Константиново передал Анне письмо через знакомую монашку. «Что же пишет тебе наш поэт?» — спрашивала монашка Анюту. Та отвечала: «Он, матушка, просит тебя взять пук хвороста и бить меня, сколько у тебя хватит сил».
В своих воспоминаниях («С. Есенин разговаривает о литературе и искусстве», М.: Книгоиздательство Всероссийского союза поэтов. 1926), поэт Ивана Грузинов рассказывает о встрече с Сергеем Есениным, вскоре после смерти Анны Сардановской:
1921 г. Весна. Богословский пер., д. 3. Есенин расстроен. Усталый, пожелтевший, растрепанный. Ходит по комнате взад и вперед. Переходит из одной комнаты в другую. Наконец садится за стол в углу комнаты. «У меня была настоящая любовь. К простой женщине. В деревне. Я приезжал к ней. Приходил тайно. Все рассказывал ей. Об этом никто не знает. Я давно люблю её. Горько мне. Жалко. Она умерла. Никого я так не любил. Больше я никого не люблю.

## Почтовая карточка
20 октября 1916 года из Царского Села в почтовое отделение Дединово Рязанской губернии ушла почтовая карточка, адресованная учительнице Анне Алексеевне Сардановской. С подписью С.Е.
24 марта 2021 года записка Есенина его первой любви была куплена на московском аукционе за 280 тысяч рублей меценатом и передана в главный есенинский музей.
31 марта ТАСС сообщил, что в музее-заповеднике Сергея Есенина в Константинове поступил новый экспонат — записка Есенина 1916 года, адресованное первой возлюбленной Анне Сардановской. Артефакт считается последним посланием поэта к девушке. Записка на почтовой карточке представляет историческую, культурную и музейную ценность.

## Влияние на творчество Есенина
Первая любовь Есенина в его поэзии связана с образом «девушка в белом».
О своих встречах с Анной Сардановской и посвящении ей стихотворения Сергей впервые говорит в письме Грише Панфилову, направленном им из Москвы в августе 1912 года:
«.. я встретился с Сардановской Анной (которой я посвятил стихотворение „Зачем зовешь т.р.м.“)».
В 1916 году «Ежемесячный журнал» печатает стихотворение «За горами, за желтыми долами…» с посвящением «Анне Сардановской». Позже автор снял его.
Когда-то у той вон калитки
Мне было шестнадцать лет.
И девушка в белой накидке
Сказала мне ласково: «Нет!»

Ю. Л. Прокушев подчеркивал, что «до последних дней жизни поэт не однажды обращается к образу „девушки в белом“». И далее исследователь перечисляет поэтические строфы и строки об Анюте Сардановской(Прокушев 2005, С. 88):
- «Радугой тайные вести // Светятся в душу мою. // Думаю я о невесте, только о ней лишь пою», «Сыплет черёмуха снегом…», 1910);
- «В терем темный, в лес зелёный, // На шелковы купыри, // Уведу тебя под склоны // Вплоть до маковой зари» («Тёмна ноченька, не спится…», 1911);
- «Пряный вечер. Гаснут зори. // По траве ползет туман. // У плетня на косогоре // Забелел твой сарафан» («Королева», 1913);
- «Ты ушла и ко мне не вернешься, // Позабыла ты мой уголок. // И теперь ты другому смеешься, // Укрываяся в белый платок» («Ты ушла и ко мне не вернешься…», 1915);
- «Где-то за садом несмело, // Там, где калина цветет, // Нежная девушка в белом // Нежную песню поет» («Вот оно, глупое счастье…», 1918);
- «Позабуду я мрачные силы, // Что терзали меня, губя. // Облик ласковый! Облик милый! // Лишь одну не забуду тебя» ("Вечер черные брови насопил…, 1923).

В феврале 1924 года Есенин завершил стихотворение «Мой путь». В нём отозвалась юношеская любовь к Анне:
«В пятнадцать лет

   Взлюбил я до печёнок
  И сладко думал,
  Лишь уединюсь,
  Что я на этой
  Лучшей из девчонок,

   Достигнув возраста, женюсь…»
31 июля 1924 года Есенин завершает стихотворение «Сукин сын», где «рассказывает о своей первой неразделенной любви, когда ему нравилась „девушка в белом“, которая была для него „как песня“ и которая оставалась, во всяком случае, внешне, „равнодушной“ к влюбленному деревенскому юноше» (Прокушев 2005, С. 88).
В январе 1925 года поэт завершает поэму «Анна Снегина», вновь говоря о «девушке в белой накидке». «Без образа „девушки в белой накидке“, без её судьбы, без её
взаимоотношений с другим героем поэмы, приехавшим в родное село из столицы поэтом-рассказчиком, от лица которого ведется все повествование о событиях, свидетелями которых становится читатель, — не была бы именно такой поэма „Анна Снегина“» (там же).